# Fort William College
Il Fort William College fu fondato a Calcutta il 10 luglio 1800 da Richard Wellesley.
Lo scopo del Fort William College era di istruire gli ufficiali della Compagnia delle Indie alla cultura, alla lingua, alle tradizioni e alla storia dell'India. Fu così che vennero assunti dei "munshi", insegnanti locali sia indù sia musulmani, per l'insegnamento delle lingue locali.
Ci fu la necessità di trovare una lingua franca che permettesse il dialogo tra i coloni e gli abitanti del subcontinente, e fu scelto l'hindustani (termine coniato dagli inglesi stessi).
John Borthwick Gilchrist, un chirurgo e indologo inglese della East Indian Company, fu il direttore dal 1801 al 1804 del dipartimento di indologia e scrisse una grammatica e un dizionario dell'hindustani.
Il Fort, oltre ad essere un fiorente centro di cultura nel quale furono tradotte molte opere dal sanscrito, arabo, persiano, portò allo sviluppo del romanzo in India e alla definitiva separazione linguistica tra hindi e urdu.
La sua preziosa biblioteca fu la base della Imperial Library (oggi National Library) di Calcutta.
Il college fu chiuso formalmente nel 1854, solo qualche anno prima della fondazione nel 1857 della nuova Università di Calcutta, la più antica università di tipo occidentale in India.